# Horst Blankenburg
(Horst Günther) Horst Blankenburg (Heidenheim an der Brenz, 10 juli 1947) is een Duits voormalig profvoetballer en voetbaltrainer. Hij was centrale verdediger en meer in het bijzonder libero. Hij is het meest bekend vanwege zijn succesvolle periode bij Ajax.

## Voetballoopbaan
Blankenburg begon in de jeugd van VfL Heidenheim en als prof bij 1. FC Nürnberg, Wiener Sportklub en TSV 1860 München.
Als speler van Ajax won hij de Europacup I drie keer (1971, 1972, 1973), de Europese Supercup twee keer (1972, 1973), de wereldbeker voor clubteams een keer (1972), werd twee keer Nederlands landskampioen (1972, 1973) en won twee keer de KNVB beker (1971, 1972). In 1975 vertrok hij naar Hamburger SV, waarmee hij in 1976 de DFB-Pokal won en in 1977 de European Cup Winners Cup. Na Hamburger SV volgden Xamax Neuchâtel, SC Hasselt, Chicago Sting en Preußen Münster. Hij sloot in 1981 zijn professionele voetbalcarrière af bij Preußen Münster. Vanaf 1982 speelde hij nog wel op lager niveau bij Hummelsbütteler SV en Lüneburger SK, waar hij uiteindelijk zijn carrière beëindigde in 1985 op 38-jarige leeftijd.
Ondanks zijn successen werd Blankenburg nooit geselecteerd voor het West-Duits voetbalelftal. Wel maakte hij deel uit van een Europese selectie. Johan Cruijff heeft hem wel gevraagd om op het WK 1974 voor Nederland te spelen, maar Blankenburg hoopte toen nog op een uitverkiezing voor zijn vaderland.
In 2005 kreeg de Amsterdamse brug 2293 zijn naam: Horst Blankenburgbrug. Op 8 januari 2011 kreeg hij van Ajax een schaal vanwege zijn prestaties voor de club.

## Erelijst
| Competitie                             |             |                             |             |             |
| Competitie                             | Aantal      | Jaren                       |             |             |
| FC Nürnberg                            | FC Nürnberg | FC Nürnberg                 | FC Nürnberg | FC Nürnberg |
| -------------------------------------- | ----------- | --------------------------- | ----------- | ----------- |
| Bundesliga                             | 1x          | 1967/68                     |             |             |
| Ajax                                   |             |                             |             |             |
| Mondiaal                               |             |                             |             |             |
| Wereldbeker voor clubteams             | 1x          | 1972                        |             |             |
| Continentaal                           |             |                             |             |             |
| Europacup I                            | 3x          | 1970/1971, 1971/72, 1972/73 |             |             |
| Europese Supercup                      | 2x          | 1972, 1973                  |             |             |
| Nationaal                              |             |                             |             |             |
| Eredivisie                             | 2x          | 1971/72, 1972/73            |             |             |
| KNVB beker                             | 2x          | 1970/71, 1971/72            |             |             |
| HSV                                    |             |                             |             |             |
| Continentaal                           |             |                             |             |             |
| European Cup Winners Cup               | 1x          | 1976/77                     |             |             |
| Nationaal                              |             |                             |             |             |
| DFB-Pokal                              | 1x          | 1975/76                     |             |             |
| Chicago Sting                          |             |                             |             |             |
| Central Division - American Conference | 1x          | 1980                        |             |             |